# 马里奥·卡扎尼加
马里奥·卡扎尼加（義大利語：Mario Cazzaniga，1900年—？），意大利前男子水球运动员。他曾代表意大利国家队参加1924年夏季奥林匹克运动会水球比赛，结果获得第十名。